# Los Angeles Film Critics Association Awards 2014
La 40ª edizione dei Los Angeles Film Critics Association Awards si è tenuta il 7 dicembre 2014, per onorare il lavoro nel mondo del cinema per l'anno 2014.

## Premi
Miglior film
- Boyhood, regia di Richard Linklater
  - 2º classificato: Grand Budapest Hotel (The Grand Budapest Hotel), regia di Wes Anderson

Miglior attore
- Tom Hardy - Locke
  - 2º classificato: Michael Keaton - Birdman

Miglior attrice
- Patricia Arquette - Boyhood
  - 2º classificato: Julianne Moore - Still Alice

Miglior regista
- Richard Linklater - Boyhood
  - 2º classificato: Wes Anderson - Grand Budapest Hotel (The Grand Budapest Hotel)

Miglior attore non protagonista
- J. K. Simmons - Whiplash
  - 2º classificato: Edward Norton - Birdman

Miglior attrice non protagonista
- Agata Kulesza - Ida
  - 2º classificato: Rene Russo - Lo sciacallo - Nightcrawler (Nightcrawler)

Miglior sceneggiatura
- Wes Anderson - Grand Budapest Hotel (The Grand Budapest Hotel)
  - 2º classificato: Alejandro G. Iñárritu, Nicolás Giacobone, Alexander Dinelaris Jr. ed Armando Bo - Birdman

Miglior fotografia
- Emmanuel Lubezki - Birdman
  - 2º classificato: Dick Pope - Turner (Mr. Turner)

Miglior scenografia
- Adam Stockhausen - Grand Budapest Hotel (The Grand Budapest Hotel)
  - 2º classificato: Ondřej Nekvasil - Snowpiercer

Miglior montaggio
- Sandra Adair - Boyhood
  - 2º classificato: Barney Pilling - Grand Budapest Hotel (The Grand Budapest Hotel)

Miglior colonna sonora
- Jonny Greenwood - Vizio di forma (Inherent Vice)
- Mica Levi - Under the Skin

Miglior film in lingua straniera
- Ida, regia di Paweł Pawlikowski  ·   Polonia
  - 2º classificato: Il regno d'inverno - Winter Sleep (Kış Uykusu), regia di Nuri Bilge Ceylan  ·   Turchia

Miglior film d'animazione
- La storia della Principessa Splendente (かぐや姫の物語 Kaguya-hime no monogatari), regia di Isao Takahata
  - 2º classificato: The LEGO Movie, regia di Phil Lord e Christopher Miller

Miglior documentario
- Citizenfour, regia di Laura Poitras
  - 2º classificato: Life Itself, regia di Steve James

Miglior film sperimentale/indipendente
- Walter Reuben - The David Whiting Story

New Generation Award
- Ava DuVernay

Career Achievement Award
- Gena Rowlands